# Guia d'ones òptica

La llum es refracta en una interfície dielèctrica, a., establint una correspondència entre raigs en els dos mitjans, b. Alguns raigs del medi d'índex més alt queden fora de l'aparellament (vermell) i queden atrapats per la reflexió interna total. c. Aquest mecanisme es pot utilitzar per atrapar la llum en una guia d'ones. d. Aquest és el principi bàsic de la fibra òptica en què la llum es guia al llarg d'un nucli de vidre d'alt índex en un revestiment de vidre d'índex inferior.

Una guia d'ones òptica és una estructura física que guia les ones electromagnètiques en l'espectre òptic. Els tipus habituals de guies d'ones òptiques inclouen guies d'ones de fibra òptica, guies d'ones dielèctriques transparents fetes de plàstic i vidre, guies de llum líquida i guies d'ones líquides.
Les guies d'ones òptiques s'utilitzen com a components en circuits òptics integrats o com a mitjà de transmissió en sistemes de comunicació òptica local i de llarg recorregut.
Les guies d'ones òptiques es poden classificar segons la seva geometria (guies d'ones planes, de tira o de fibra), l'estructura del mode (mode únic, multimode), la distribució de l'índex de refracció (índex de gradient o pas) i el material (vidre, polímer, semiconductor).
Els principis bàsics darrere de les guies d'ona òptiques es poden descriure utilitzant els conceptes d'òptica geomètrica o de raigs, tal com s'il·lustra al diagrama. La llum que passa a un medi amb un índex de refracció més alt es doblega cap a la normal pel procés de refracció (figura a.). Preneu, per exemple, la llum que passa de l'aire al vidre. De la mateixa manera, la llum que viatja en la direcció oposada (del vidre a l'aire) pren el mateix camí, doblegant-se lluny de la normal. Aquesta és una conseqüència de la simetria d'inversió temporal. Cada raig a l'aire (negre) es pot mapar a un raig del vidre (blau), tal com es mostra a la figura b. Hi ha una correspondència un a un. Però a causa de la refracció, alguns dels raigs del vidre queden fora (vermell). Els raigs restants queden atrapats al vidre mitjançant un procés anomenat reflex interna total. Incideixen a la interfície vidre-aire en un angle per sobre de l'angle crític. Aquests raigs addicionals corresponen a una major densitat d'estats en formulacions més avançades basades en la funció de Green.
Utilitzant la reflexió interna total, podem atrapar i guiar la llum en una guia d'ones dielèctrica (figura c). Els raigs vermells reboten tant a la superfície superior com a la inferior del medi d'índex alt. Es guien fins i tot si la llosa es corba o es doblega, sempre que es doblegui lentament. Aquest és el principi bàsic de la fibra òptica en què la llum es guia al llarg d'un nucli de vidre d'índex alt en un revestiment de vidre d'índex inferior (figura d).
L'òptica de raigs només ofereix una imatge aproximada de com funcionen les guies d'ona. Les equacions de Maxwell es poden resoldre mitjançant mètodes analítics o numèrics per a una descripció de camp complet d'una guia d'ones dielèctrica.